# Донгнай (провінція)
Донгнай (в'єт. Đồng Nai) — провінція у південно-східній частині В'єтнаму, на північний схід від Хошиміна. Площа становить 5903 км², населення — 2 486 154 жителя (2009, перепис). Адміністративний центр — місто Б'єнхоа.

## Географія і клімат
На території провінції знаходиться безліч річок і озер, з'єднаних каналами і протоками. Клімат регіону характеризується як тропічний мусонний. Розрізняють 2 сезони: сезон дощів (з квітня по листопад) і сухий сезон (з грудня по березень). Середні температури змінюються від 24 до 29°С. У середньому за рік буває 120–170 сонячних днів.

## Економіка
Зважаючи на близькість до Хошиміну, Донгнай має досить добре розвинену інфраструктуру. Розвинений промисловий сектор, провінція залучає іноземні інвестиції.

## Населення
У 2009 році населення провінції становило 2 486 154 особи (перепис), з них 1 231 279 (49,53 %) чоловіки і 1 254 875 (50,47 %) жінки, 1 661 331 (66,82 %) сільські жителі і 824 823 (33,18 %) жителі міст.
Національній склад населення (за даними перепису 2009 року): в'єтнамці 2 311 315 осіб (92,97 %), хоа 95 162 особи (3,83 %), нунг 19 076 осіб (0,77 %), тай 15 906 осіб (0,64 %), тьоро 15 174 особи (0,61 %), кхмери 7 059 осіб (0,28 %), мионги 5 337 осіб (0,21 %), зао 4 717 осіб (0,21 %), інші 12 408 осіб (0,50 %).